# Агафонов, Алексей Сергеевич
Алексе́й Серге́евич Агафо́нов (11 [24] февраля 1911 — 22 ноября 1943) — участник Великой Отечественной войны, командир отделения 16-го гвардейского отдельного сапёрного эскадрона 15-й гвардейской кавалерийской дивизии 7-го гвардейского кавалерийского корпуса 61-й армии Центрального фронта, Герой Советского Союза (15.01.1944), гвардии старший сержант.

## Биография
Родился 11 (24) февраля 1911 года в деревне Заборочье ныне Вязниковского района Владимирской области в крестьянской семье. Русский. Окончив начальную школу, работал в колхозе.
В Красной Армии на действительной военной службе в 1933—35 годах. Уволившись в запас, работал на заводе в городе Горький (ныне Нижний Новгород).
Вновь призван в ряды Красной Армии в августе 1941 года. На фронте — с 1942 года.
Командир отделения 16-го гвардейского отдельного сапёрного эскадрона (15-я гвардейская кавалерийская дивизия, 7-й гвардейский кавалерийский корпус, 61-я армия, Центральный фронт) гвардии старший сержант Алексей Агафонов особо отличился во время разведки переправы через реку Днепр в районе посёлка городского типа Комарин ныне Брагинского района Гомельской области Белоруссии.
24 сентября 1943 года под шквальным огнём неприятеля, гвардии старший сержант Агафонов пробрался к реке, вплавь преодолел её, разведав места для переправы и подходы к Днепру, и пробыв сутки во вражеском тылу, доставил командованию подробные сведения.
22 ноября 1943 года гвардии старший сержант Алексей Агафонов погиб в бою под городом Гомелем. Похоронен в деревне Новинки Калинковичского района Гомельской области, позже перезахоронен в братскую могилу в числе двадцати семи военнослужащих на гражданском кладбище деревни Корма Калинковичского района Гомельской области Белоруссии.
Указом Президиума Верховного Совета СССР «О присвоении звания Героя Советского Союза генералам, офицерскому, сержантскому и рядовому составу Красной Армии» от 15 января 1944 года «за образцовое выполнение боевых заданий командования на фронте борьбы с немецко-фашистскими захватчиками и проявленные при этом мужество и героизм» гвардии старшему сержанту Агафонову Алексею Сергеевичу присвоено звание Героя Советского Союза.

## Награды
- Медаль «Золотая Звезда» Героя Советского Союза
- Орден Ленина

## Память
- На здании Заборочской школы, где учился будущий Герой, установлена мемориальная доска.
- Имя Алексея Агафонова высечено на барельефе в форме звезды, установленном в городе Вязники на Аллее Славы возле Вечного Огня, вместе с именем другого вязниковца, Героя Советского Союза — Леонида Сергеевича Седова.
- В г. Калинковичи названа улица.